# Cambuci
Cambuci é um município brasileiro situado no noroeste do estado do Rio de Janeiro. Localiza-se a uma altitude de 35 metros. Sua população segundo o censo 2022 do Instituto Brasileiro de Geografia e Estatística (IBGE) é de 14.616 habitantes.

## Etimologia
Cambuci vem do tupi kamusi, que se referia aos potes e talhas indígenas. Conforme o Dicionário de Tupi Antigo, "também era o nome de uma planta mirtácea e de seu fruto, que tem a forma de uma talha indígena." (ver Cambuci (fruta))

## Subdivisões
Subdivide-se em seis distritos: Cambuci (sede), Monte Verde (segundo), São João do Paraíso (terceiro), Cruzeiro (quarto), Funil (quinto) e Três Irmãos (sexto).

## Clima
Segundo dados do Instituto Nacional de Meteorologia (INMET) coletados na estação meteorológica automática da cidade, instalada em 19 de novembro de 2002, a menor temperatura registrada foi de 7,2 °C em 31 de julho de 2007, e a maior atingiu 42,2 °C em 18 de novembro de 2023, durante uma onda de calor intensa.

## Organização Político-Administrativa
Sendo um município do Brasil, Cambuci é administrada por dois poderes, o executivo e o legislativo, independentes e harmônicos entre si. O primeiro é representado pelo prefeito, auxiliado pelo seu gabinete de secretários e eleito pelo voto popular para um mandato de quatro anos, sendo permitida uma única reeleição para mais um mandato consecutivo, enquanto o segundo é representado pela Câmara Municipal de Cambuci, órgão colegiado de representação dos munícipes que é composto por 9 vereadores também eleitos por sufrágio universal.
As atuais autoridades que ocupam cargos da organização político-administrativa de Cambuci são as seguintes (data: 02 de janeiro de 2025):
- Prefeito: Murillo Defanti (PP) (2025/-)[11]
- Vice-prefeito: Mazinho Inácio (PP) (2025/-)[11]

- Presidente da Câmara: Leila Velasco (PP) (2025/-)

## Infraestrutura

### Segurança e criminalidade
Segundo o Mapa da Violência dos Municípios Brasileiros de 2008, estudo publicado pela Rede de Informação Tecnológica Latino-Americana (RITLA), e com o aval dos Ministérios da Saúde e da Justiça, a taxa de homicídios da população geral em 2006 foi de 13,8 casos para cada 100 mil habitantes, atingindo a média de 16,1 no período de 2002 a 2006.

## Turismo
A cidade de Cambuci, carinhosamente conhecida por Cidade Simpatia, tem demonstrado vocação para o turismo. Possui balneários e cachoeiras que atraem turistas de várias cidades. Na paisagem urbana destaca-se a Matriz de Nossa Senhora da Conceição, com sua torre imponente e suas portas, janelas e vitrais em estilo gótico e a Estação Ferroviária de Cambuci, inaugurada em 1880 e pertencente à Linha Campos a Miracema da antiga Estrada de Ferro Leopoldina, hoje concedida à Ferrovia Centro Atlântica para o transporte de cargas.